# 이크 아이슨먼

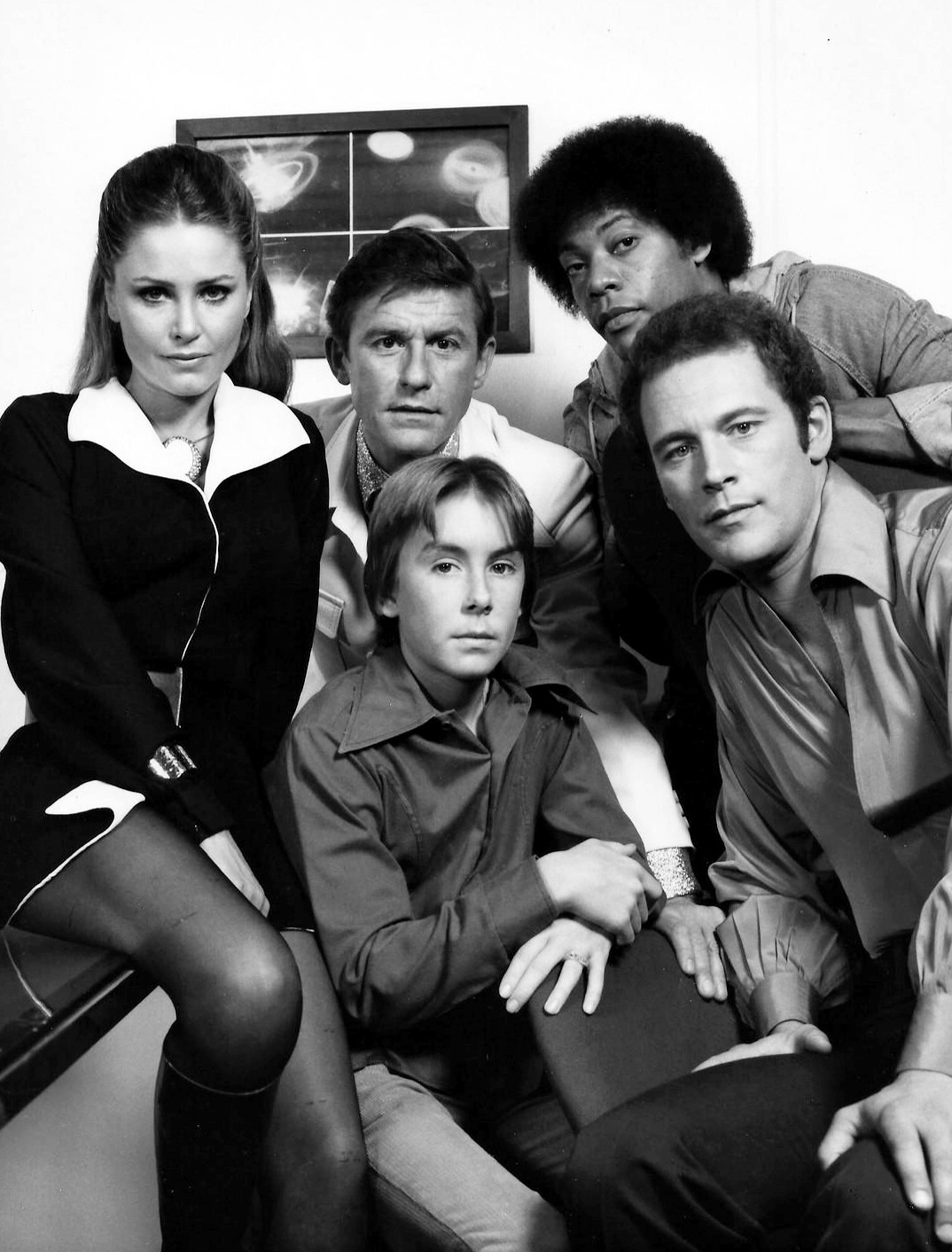

아이크 아이젠먼(Ike Eisenmann, 영어 발음: /aɪk/, 1962년 7월 21일 ~ )은 미국의 배우, 성우이다.
휴스턴에서 태어났다.

## 출연 작품
- 윗치 마운틴 (2009년) - 안토니 보안관 역
- 하울의 움직이는 성 (2004년)
- 링 레이더스 (1989년)
- 바람계곡의 나우시카 (1984년)
- 크로스 크리크 (1983년)
- 스타 트랙 2 - 칸의 분노 (1982년)
- 포뮬라 (1980년)
- 데블 독: 지옥의 사냥개 (1978년)
- 블랙 뷰티 (1978년)
- 마녀의 산 2 (1978년)
- 하늘의 공포 (1978, Terror Out of the Sky)
- 마녀의 산 (1975년)

### 텔레비전
- 원더우먼 (1975년)
- 버뮤다 2만리 (1977년)
- 딜론 보안관 (1955년)
- The Magical World of Disney (1954년) - 빌리 역